# Cargo Dragon C209
Le Cargo Dragon C209 est un cargo nouvelle génération de type Cargo Dragon, produit et exploité par SpaceX.

## Développement
Dans le cadre du programme Commercial Crew Development (CCDev), l'agence spatiale américaine a lancé un appel d'offres pour assurer son autonomie d'accès à la Station spatiale internationale, jusque-là dépendante du Soyouz russe après le retrait de la navette spatiale américaine. SpaceX a répondu avec une version améliorée de son vaisseau Dragon, remportant l'appel aux côtés de Boeing et de son CST-100 Starliner. Le C209 fait partie de cette nouvelle génération de vaisseaux réutilisables.

## Caractéristiques techniques
La capsule C209 reprend les caractéristiques du vaisseau Crew Dragon. Elle est équipée de 16 moteurs Draco pour les corrections d'orbite, et d’un coffre éjectable avant la rentrée atmosphérique, vide pour maximiser le transport de 37 m3 de fret non pressurisé. La capsule contient jusqu’à 9,3 m3 de fret pressurisé.
Lors de la rentrée atmosphérique, un bouclier thermique protège la capsule, qui amerrit grâce à un système de parachutes. En l’absence des moteurs SuperDraco présents sur le Crew Dragon, le C209 ne peut s’extraire en cas d’anomalie du lanceur Falcon 9.

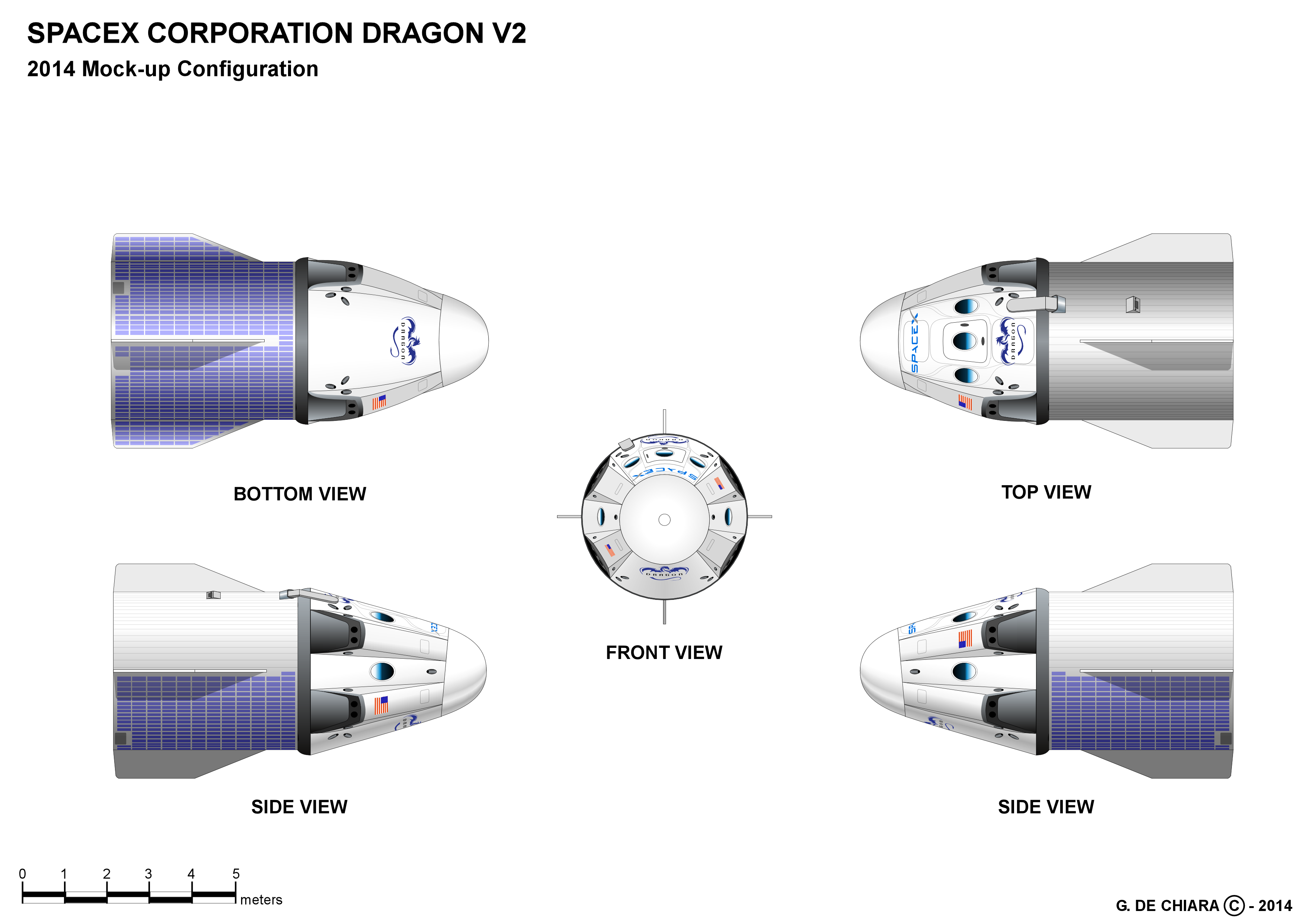
Croquis de la capsule Cargo Dragon

## Synthèse des vols
| Mission | Patch | Date de lancement (UTC)     | Durée    | Date d'atterrissage (UTC)  | Résultat | Note   |
| ------- | ----- | --------------------------- | -------- | -------------------------- | -------- | ------ |
| CRS-22  |       | 15 mars 2021, 10h30 UTC     | 36 jours | 20 avril 2021, 02h15 UTC   | Succès   | [ 4 ]  |
| CRS-24  |       | 21 décembre 2021, 09h07 UTC | 34 jours | 24 janvier 2022, 03h12 UTC | Succès   |        |
| CRS-27  |       | 15 mars 2023, 0h30 UTC      | 30 jours | 15 avril 2023, 20h58 UTC   | Succès   |        |
| CRS-30  |       | 21 mars 2024, 20h55 UTC     | 39 jours | 30 avril 2024, 05h38 UTC   | Succès   |        |
| CRS-32  |       | 21 avril 2025, 8h15 UTC     |          |                            | En cours | [ 11 ] |